# Trialeurodes vaporariorum
Trialeurodes vaporariorum, conocida vulgarmente como mosca blanca o mosca blanca de los invernaderos, es una especie de insecto hemíptero de la familia Aleyrodidae que habita en las regiones cálidas de la Tierra. Puede llegar a convertirse en una plaga en muchos cultivos agrícolas de frutas, hortalizas y plantas ornamentales; se encuentra frecuentemente en invernaderos y en otras estructuras agrarias de protección de los cultivos. Los adultos miden de 1 a 2 mm de longitud, su cuerpo es amarillento y tiene cuatro alas cubiertas de una especie de cera que en estado de reposo quedan de forma paralela al cuerpo del insecto.

## Ciclo biológico
Las hembras son capaces de copular apenas 24 horas después de emerger y frecuentemente dejan sus huevos en el envés de las hojas de las plantas. Los huevos son de color amarillo pálido, aunque van cambiando de color hasta alcanzar un tono verdoso antes de que nazca la larva. Una vez que la larva ha nacido del huevo es la única forma móvil de la forma inmadura de este insecto. Durante el primer y segundo estado larvario la apariencia es de una cochinilla aplastada pálida amarillenta y traslúcida, por lo que puede ser difícil de distinguir a simple vista. Durante el cuarto estadio larvario y el final de la forma inmadura, se le denomina pupa, los ojos compuestos y otros tejidos del cuerpo se hacen visibles al engrosar y ensanchar la larva y destacar algo de la superficie de la hoja. Sin embargo, este estadio no puede definirse como una verdadera pupa ya que lo hemípteros no exudan en este estado de desarrollo.

## Daños en las plantas

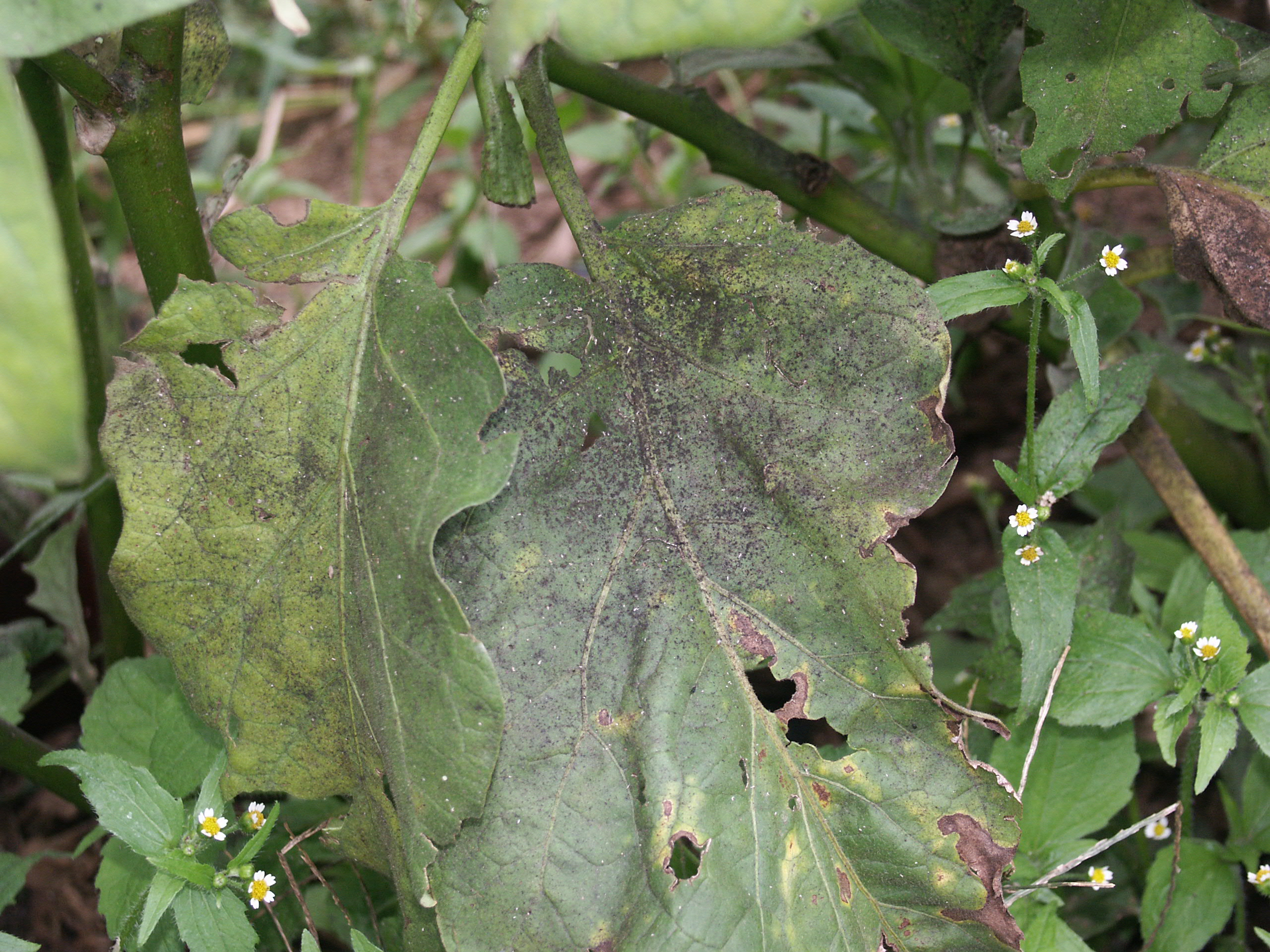
Hojas de berenjena ennegrecidas de fumagina producida por Trialeurodes vaporariorum.

Estos insectos pueden causar daños en los cultivos de tres maneras diferentes:
1. Por una parte, los estadios de larva y de adulto de Trialeurodes vaporariorum extraen savia de los vasos conductores, debilitando las plantas.
2. Además, como subproducto de su alimentación, segregan una sustancia azucarada o melaza que queda depositada en las hojas, la cual propicia el desarrollo de hongos de coloración negruzca, también conocidos como fumagina. A menor exposición a la luz solar, menor fotosíntesis y, por tanto, mayor debilitamiento de la planta.
3. La tercera y, posiblemente, la más dañina repercusión sobre los cultivos es la posible transmisión, por parte de los adultos, de diversos fitovirus potencialmente perjudiciales para las plantas. Los cultivos más afectados pueden ser cucurbitáceas, solanáceas (como patata, berenjena y tomate), papayas y muchas otras plantas cultivadas y silvestres.[2]

## Control

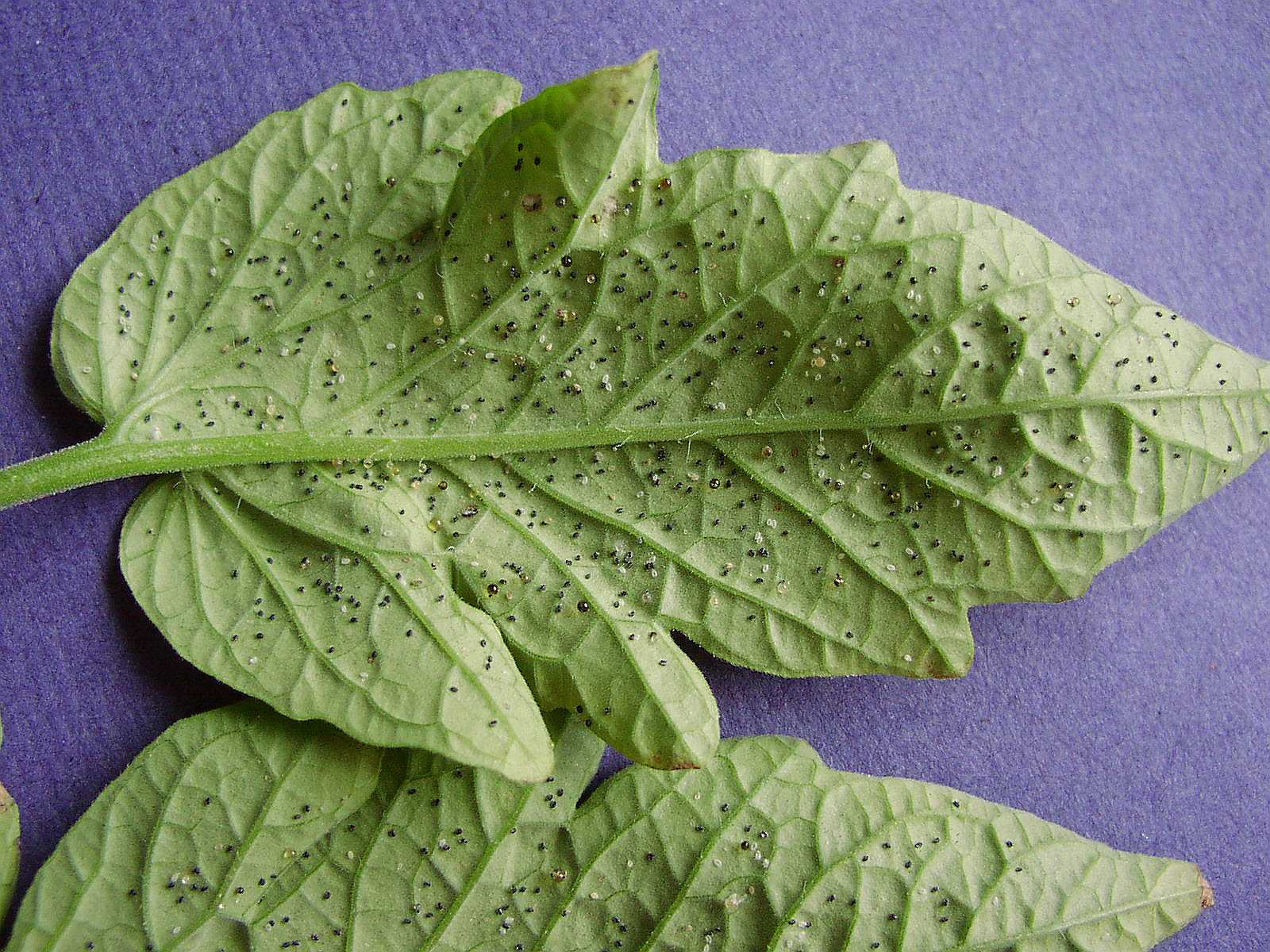
Hoja de tomate infestada de Trialeurodes vaporariorum parasitadas por Encarsia formosa.

El control efectivo de esta plaga se ha realizado durante muchos años mediante la suelta de insectos beneficiosos que son sus enemigos naturales, tal como el parasitoide afelínido, Encarsia formosa (Gahan). También se pueden aplicar estrategias de control integrado que incluyan insecticidas selectivos que complementen, y no perjudiquen, a sus enemigos naturales. Para la mayoría de los cultivos al aire libre el control químico es todavía el método de control más extendido.